# Crònica de la restauració d'un regne
Genjitsu Shugi Yūsha no Ōkoku Saikenki (títol original en japonès, 現実主義勇者の王国再建記) és una sèrie de novel·les lleugeres japoneses escrita per Dojyomaru i il·lustrada per Fuyuyuki. La història segueix en Kazuya Souma, un estudiant d'humanitats convertit en heroi mentre aprofita el seu coneixement del realisme i el maquiavel·lisme per reconstruir el regne. Una adaptació de manga de Satoshi Ueda va començar a serialitzar-se per internet al lloc web Comic Gardo, d'Overlap, el juliol de 2017.
Entre el juliol de 2021 i l'abril de 2022 es va emetre una sèrie de televisió d'anime de J.C.Staff basada en les novel·les. L'anime va arribar subtitulat al català amb el títol de Crònica de la restauració d'un regne, la primera temporada del qual va arribar el 16 de febrer de 2022 a la plataforma Jonu Play. El 16 de febrer de 2023 s'hi va estrenar la segona temporada.